# Prim Records
Prim Records är ett skivbolag ägt av Pingströrelsen genom Dagengruppen där även Ordet Film & Video, Tidningen Dagen och Filadelfia förlaget ingick.

## Artister
Katalogen är omfattande och hos Statens ljud- och bildarkiv finns enligt deras databas 614 skivor. 
Bland artisterna kan nämnas:
- Jerusalem
- Edin-Ådahl
- Einar Ekberg
- Lars-Olof Forsberg
- Tomas Hagenfors
- Joybells
- Ny-David
- Urban Ringbäck
- Kerstin Rundqvist
- Jan Sparring
- Göran Stenlund
- Evie Tornquist-Karlsson
- Roland Utbult
- Einar Waermö
- Laila Dahl